# 桐木镇 (金秀县)
桐木镇，是中华人民共和国广西壮族自治区来宾市金秀瑶族自治县下辖的一个乡镇级行政单位。

## 行政区划
桐木镇下辖以下地区：
城中社区、高仁村、太山村、桐木村、鹿鸣村、古池村、大蚕村、龙庆村、仁里村、古院村、那马村、那安村、七建村、皆村和三友村。